# Geleji Katona István
Geleji Katona István (Gelej, 1589 – Gyulafehérvár, 1649. december 12.) református lelkész, az Erdélyi református egyházkerület püspöke 1633-tól haláláig, egyházi író.

## Élete
1596-ban törökök elrabolták, pár hónap múlva édesanyja találta meg és váltotta ki. Iskoláit Abaújszántón, Göncön, Sátoraljaújhelyen és Sárospatakon végezte el. 1613-ban Beregszászon lett iskolamester, majd 1615-től Bethlen Gábor segítségével két évet töltött a Heidelbergi Egyetemen. 1618-ban a gyulafehérvári főiskola tanára és igazgatója lett. Egy évvel később a fejedelem öccsének, Bethlen Istvánnak lett a nevelője. Károlyi Zsuzsanna, majd annak halála (1622) után Bethlen Gábor udvari papja lett. 1633-tól erdélyi püspök volt. Ebben a tisztségében jelentős munkát végzett a református közművelődés terén. Számos ifjút hozzásegített a külföldi tanuláshoz, támogatta az iskolákat, Gyulafehérváron román nyomdát alapított. 
Keserüi Dajka Jánossal együtt szerkesztője volt az Öreg graduál (Gyulafehérvár, 1636) című énekeskönyvnek, amelyet I. Rákóczi György díszes formában adatott ki.  Ortodox kálvinista nézeteit Titkok titka (Gyulafehérvár, 1645) illetve Váltság titka (Nagyvárad, 1645–1649) című munkáiban írta le. A Titkok titka melléklete volt a Magyar grammatikácska című műve, amelyben a nyelvhasználat, a helyesírás és a szóképzés egyes kérdéseiről ír; ezzel hozzájárult nyelvünk stilisztikai sajátosságainak feltárásához, és a protestáns helyesírás egységesítéséhez. Latin és magyar nyelvű prédikációs kötetei a műfaj jelentős munkái. Vitázott Pázmány Péterrel és Enyedi Györggyel is. Munkásságát a más felekezetekkel szembeni merev türelmetlenség jellemzi;  következetesen üldözte az unitáriusokat és szombatosokat. Feltehetően az ő hatására indíttatta el 1638-ban I. Rákóczi György a szombatosok ellen a dési terminusnak nevezett pert, amelynek során az áttérni nem akarókat fej- és vagyonvesztéssel büntették.

## Nyelvtudományi munkássága
Baranyai Decsi János nyomdokaiban nyelvtudományi munkásságában, konkrétan 1645-ben megjelent nyelvtanában a magyar nyelvet a zsidóval rokon keleti nyelvnek határozta meg. Bizonyítékként a székely–magyar rovásírásra hivatkozott.

## Művei

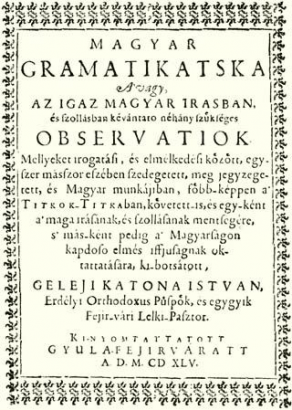
A Magyar Grammatikatska címlapja (Gyulafehérvár, 1645)

- De Sacramentis in genere (Heidelberg, 1615)
- De certitudine fidei gratiae, justificationis, perseverantiae, salutis, praedestinationis denique fidelium adversus εποχην dubitationem papistarum (Heidelberg, 1616)
- De fidet et justificatione (Heidelberg, 1616)
- Theses Orthodoxae (Heidelberg, 1617)
- Az keresztyeni üdvözitő hitnek egy nyombanjáro igazsagahoz inteztetett ekes rythmusu hymnusokkal prophetai lelektől szereztetett szent Sóltárokkal, örvendetes notáju Prosakkal és több sok nemü, született nyelvünkre fordittatott Ditséretekkel és esztendőtszakai templumbéli kegyes Caeremoniakkal tökelletesen meg töltetett öreg Gradval, melly mind az első forditasban vagy ujonnanv aló szereztetésben... esett fogyatkozásoktol szorgalmatoson meg tisztogattatott, és sok hozza kévántatott szükséges részekkel meg öregbitetett... Hozzá járul: Psalmi Davidis, egyes szentírásbeli énekek, responsalia dominicalia, benedictiones sive vota dominicalia s egyes alkalmi énekek (Gyulafehérvár, 1636)
- Praeconium Evangelicum (Gyulafehérvár, 1638)
- Preconii Evangelici (Gyulafehérvár, 1640)
- Titkok titka, Az az: Az öröktől fogva magatól ő-szinte valo, és megoszladozhatatlan egységű Jehovai természetben lévő, és élő, allatval, hatalomval, és méltoságval egyenlő Elohim személyeknek, háromi töbségek felöl valo mennyei titkos tudomány. Melly az ov, és uj Testamentumoki kétségtelenigazságu, Isten-ihlette szent irásokbol, az üdvösségre elégségesen ki-nyilatkoztatik, el-ronthatatlanul megerössittetik és a Régiek helyébe minapéban támadott új Tévelygöknek, s nevezet szerént Enyedi Györgynek, testi okoskodásitol, agyas csavargásitol, és színes magyarázatitol, s fortélyos ellen-vetésitöl vastagon megoltalmaztatik, Es, imé, azon egy igaz Jehovah Istennek, az Atyanak, Fiunak, és Szent-Léleknek, ditsöségére, a Magyar Keresztyénségnek az igaz Isteni-isméretben valo gyarapodásara, s az ellen káromkodoknak pedig szájok-bé-dugattatására minden olvasni akarokval Istenies kegyességből és atyafisagos szeretetből közöltetik. (Gyulafehérvár, 1645)
- Magyar Grammatikatska A'vagy, Az igaz magyar irasban, és szollásban kévántato néhány szükséges Observatiok. Mellyeket irogatási, és elmélkedési között, egyszer, másszor eszében szedegetett, meg-jegyzegetett, és Magyar munkájiban, főbb-képpen a Titkok Titkaban, követett is, és egyként a maga irásának, és szollássának mentségére, s más-ként pedig a Magyarságon kapdoso elmés iffjuságnak oktattatására, ki-botsátott (Gyulafehérvár, 1645)[3][4]
- Váltság titka, az az: Az örök igenek, a Meg-válto Messiás Christus Jesusnak, a választott hivekert a profeciák szerént, az üdőnek tellyességében valo meg-testesülése, születése, környülmetéltetése, szenyvedési, halála, eltemettetése, fel-támadása, menyben-menése, Attya jobjára ülése, és Sz. Lelket küldése felöl valo keresztyéni titkos tudomány, Melylynek igazsága az esztendötszakai Het jeles üdnepekre: Adventra, Nagy-Karátsonra, Kis-Karátsonsra, Nagy-hétre, Husvétre, Áldozo-Tsetertekre (a mint őket hívják) és Pünköstre valo Predicaciokban, a derékszent-írásokból erössen meg-bizonyittatik, és a Tévelygöknek, ugy-mint Sidoknak, Socinianusoknak, Blandratistáknak, Pápistáknak, Lutheranus atyafiaknak és egyebeknek ellenkező vélekedésik meg-czáfoltatnak. Es a Magyar hiveknek, mind az honntanult fél-szerü Egy-házi szolgáknak, az Urban szerelmes attya-fiainak, segedelmekre, s mind az írást olvasni tudo külső rendű kegyes embereknek az igaz Keresztyéni vallásban való öregbülésekre, és az ellenkezők ellen valo fel-fegyverkeztettésekre ki-botsáttatik I-III. (Nagyvárad, 1645–1649)
- Disputatio Metaphysica de potentia & actu. Ultrajecti, 18. Mart. 1651. (három levél; ajánlja Csulai György püspöknek)
- Canones eclesiastici, ex veteribus qua Hungariensibus, qua Transilvaniensibus, inunum collecti, plerisque tamen aliis etiam, pro temporis ratione, aucti, ac in paulo meliorem ordinem redacti. Opera praesertim Steph. Katona Gelejini ... Accedunt acta et conclusiones synodi nationalis Szathmár-Németini sub Georgio Rákóczi a 1646. celebratae. (Kolozsvár, 1735)
- Egyházi kánonok, melyeket részint a magyarországi, részint az erdélyi régi kánonokból egybegyűjtött Geleji Katona István, 1649; ford. Kiss Áron; Szatmári Református Egyházmegye, Kecskemét, 1875
- Geleji Katona István egyházi kánonai és a szatmári reform. egyházmegye érvényes statutumai; összeáll. Kiss Kálmán, ford. Kiss Áron; Tóth Ny., Kecskemét, 1875
- Magyar gramatikatska; jegyz. Simonyi Zsigmond; Athenaeum, Bp., 1906 (Nyelvészeti füzetek)
- Mikó Gyula: Geleji Katona István két gyászbeszéde az Exequiae coeremoniales kötetben; DEENK, Debrecen, 2007 (A Debreceni Egyetem Egyetemi és Nemzeti Könyvtárának közleményei)
- A Geleji-kánonok. A Szatmárnémeti Nemzeti Zsinat végzései, a Ruber-féle egyházi törvények; ford., előszó Buzogány Dezső; Kálvin, Bp., 2020